# Матвієвка (Матвієвський район)
Матві́євка (рос. Матвеевка) — село, адміністративний центр Матвієвського району Оренбурзької області, Росія.

## Населення
Населення — 3044 особи (2010; 3294 у 2002).
Національний склад (станом на 2002 рік):
- росіяни — 65 %